# Ema Paul
Ema Purificação Dias do Canto e Castro (Óbidos, 18 de junho de 1932 - Lisboa, 18 de maio de 2006), conhecida pelo nome artístico Ema Paul, foi uma atriz de teatro, cinema e televisão assim como autora de radionovelas portuguesa. Era casada com o ator Henrique Canto e Castro.

## Biografia
Nasceu na freguesia de Olho Marinho, Óbidos, a 18 de junho de 1932, sendo filha de Arnaldo Simões Dias e de Maria da Purificação Dias.
Casou-se com o ator Henrique Canto e Castro, conhecido por Canto e Castro, com quem teve três filhos: Miguel Dias do Canto e Castro, Pedro Dias do Canto e Castro e Tiago Dias do Canto e Castro.
Notabilizou-se no teatro radiofónico, tendo a partir de 1953 se dedicado à escrita e adaptação de obras para radionovelas na Rádio e Televisão de Portugal (antiga Emissora Nacional). Integrou entre 1955 e 1957 as companhias dos teatros Apolo, Variedades, Trindade, D. Maria II e Avenida, estreando-se em 1956 no cinema, com o filme O Noivo das Caldas de Arthur Duarte, e um ano depois na televisão, com o telefilme Três Máscaras de Nuno Fradique e Orlando Vitorino. Durante a década de 1970, integrou o elenco da Companhia Rafael de Oliveira, e, após a dissolução desta, participou com o seu marido, o ator Henrique Canto e Castro, no projeto da Cooperativa de Comediantes Rafael de Oliveira.
Faleceu na Casa do Artista, local onde residia, em Lisboa, a 18 de maio de 2006.

## Carreira

### Televisão
- Três Máscaras (telefilme, 1957)[5]
- Realidade da Fantasia (telefilme, 1957) - como Maria Teresa
- Quem Desdenha... (telefilme, 1958)
- Mariquita Terremoto (telefilme, 1960)
- Lisboa em Camisa (1960) - como Angélica Martim Antunes (12 episódios)
- Suave Milagre (telefilme, 1961)
- Naquela Noite (telefilme, 1961)
- Casamento e Mortalha (telefilme, 1961) - como Glória
- Laranjas da Sicília (telefilme, 1962)
- A Vergonha da Família (telefilme, 1962)
- O Copo de Vinho Branco (telefilme, 1962)
- Romance na Serra (telefilme, 1962) - como Zézé Fernandes
- D. Filipa de Vilhena (telefilme, 1962)
- Um Homem Chamado Felizardo (1963) - como Constança (1 episódio)
- O Rosário (telefilme, 1963)
- Moeda de Oiro (telefilme, 1965) - como Henriette
- A Traição do Padre Martinho (telefilme, 1976)
- Zé Gato (1980) - como Mãe (1 episódio)
- Duarte e Companhia (1985-1988) -  como Emma (26 episódios)

Teatro
- Que Farei com Este Livro? (1980)

### Cinema
- O Noivo das Caldas (1956)
- O Trigo e o Joio (1965) - como Rapariga